# Аполлон актиус
Аполлон актиус (Parnassius actius) — дневная бабочка семейства Парусники (Papilionidae).

## Описание
Длина переднего крыла 30—35 мм. Крылья белого цвета, слегка опыленные темными чешуйками. Внешнекраевая кайма полупрозрачная, у самцов она узкая, а у самок обычно бывает широкой. Между ней и срединной ячейкой располагается поперечная узкая перевязь, образованная сливающимися между собой черноватыми некрупными пятнами. Между ней и концом срединной ячейки располагаются два небольших красных пятна с чёрной окольцовкой. В центре и на конце срединной ячейки находится по крупному чёрному пятну, также овальное чёрное пятно располагается у внутреннего края, близ его средины. Заднее крыло имеет темные затемнения на концах жилок, которые у самок могут сливаться во внешнекраевую полосу. На белом фоне далее параллельно внешнему краю находится поперечный ряд некрупных, иногда очень слабо выраженных, черноватых пятен. Также у переднего края находятся довольно крупные красные пятна.

## Ареал
Туркменистан, Узбекистан, Таджикистан, Кыргызстан, северо-восток Афганистана, долина Инда (Пакистан), Индия (штат Джамму и Кашмир) и Юго-Западный Китай, в том числе Синьцзян.
Встречается на альпийских лугах, по долинам горных рек, по соседству с выходами скал и каменистыми склонами. На Памире встречается исключительно на скальных выходах и каменистых осыпях.

## Биология

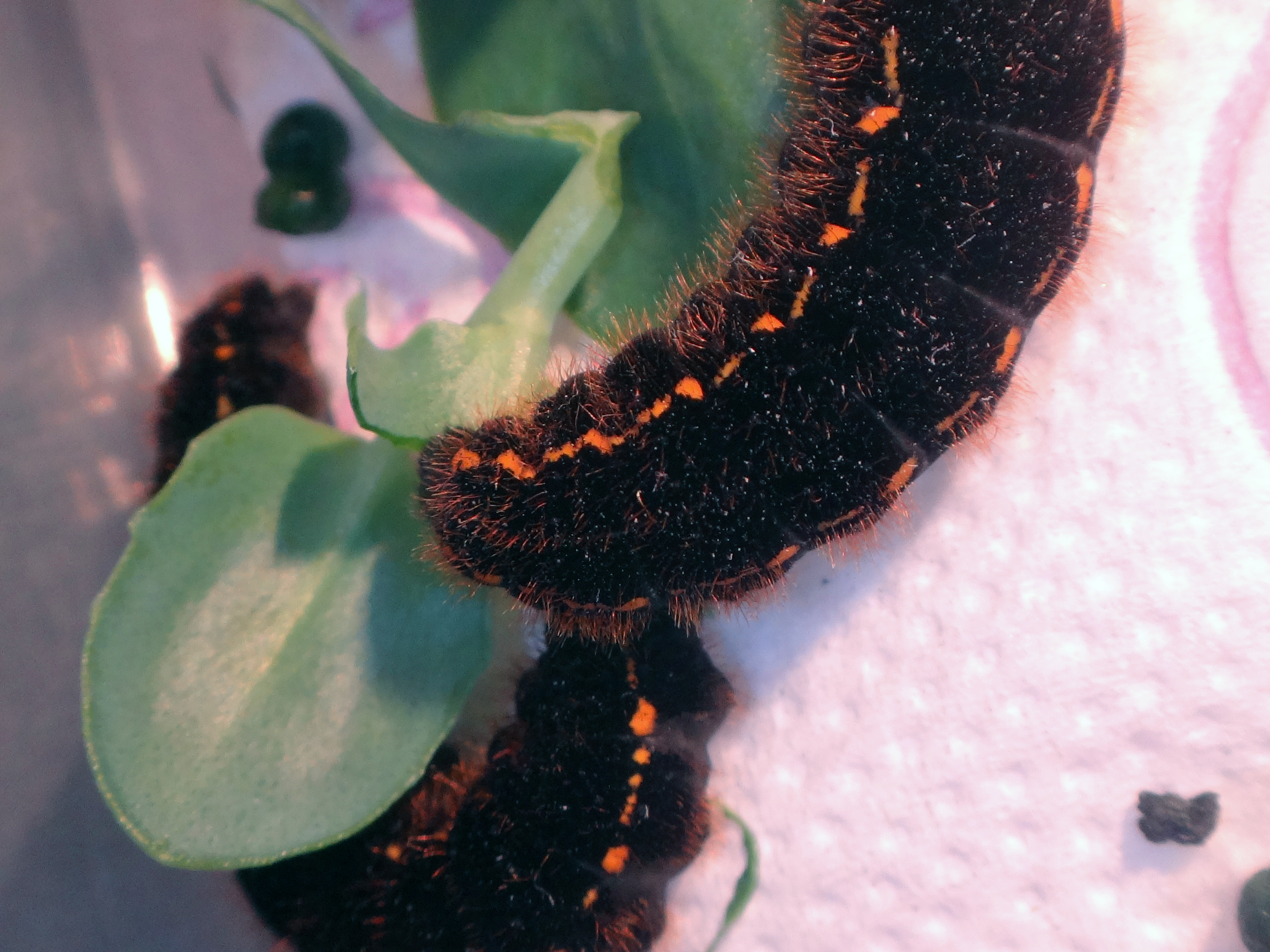
Гусеница

Развивается в одном поколении. Время лёта — в июле — начале августа. Бабочки более активны только в солнечную погоду. Самки нередко сидят в траве, а будучи напуганными — резко взлетают и перелетают на расстояния до 100 метров. Бабочки летают медленно, часто планируют, присаживаясь на различные цветущие растения. Посещают крупные цветки растений. Гусеницы кормятся на очитках.